# Sörßen

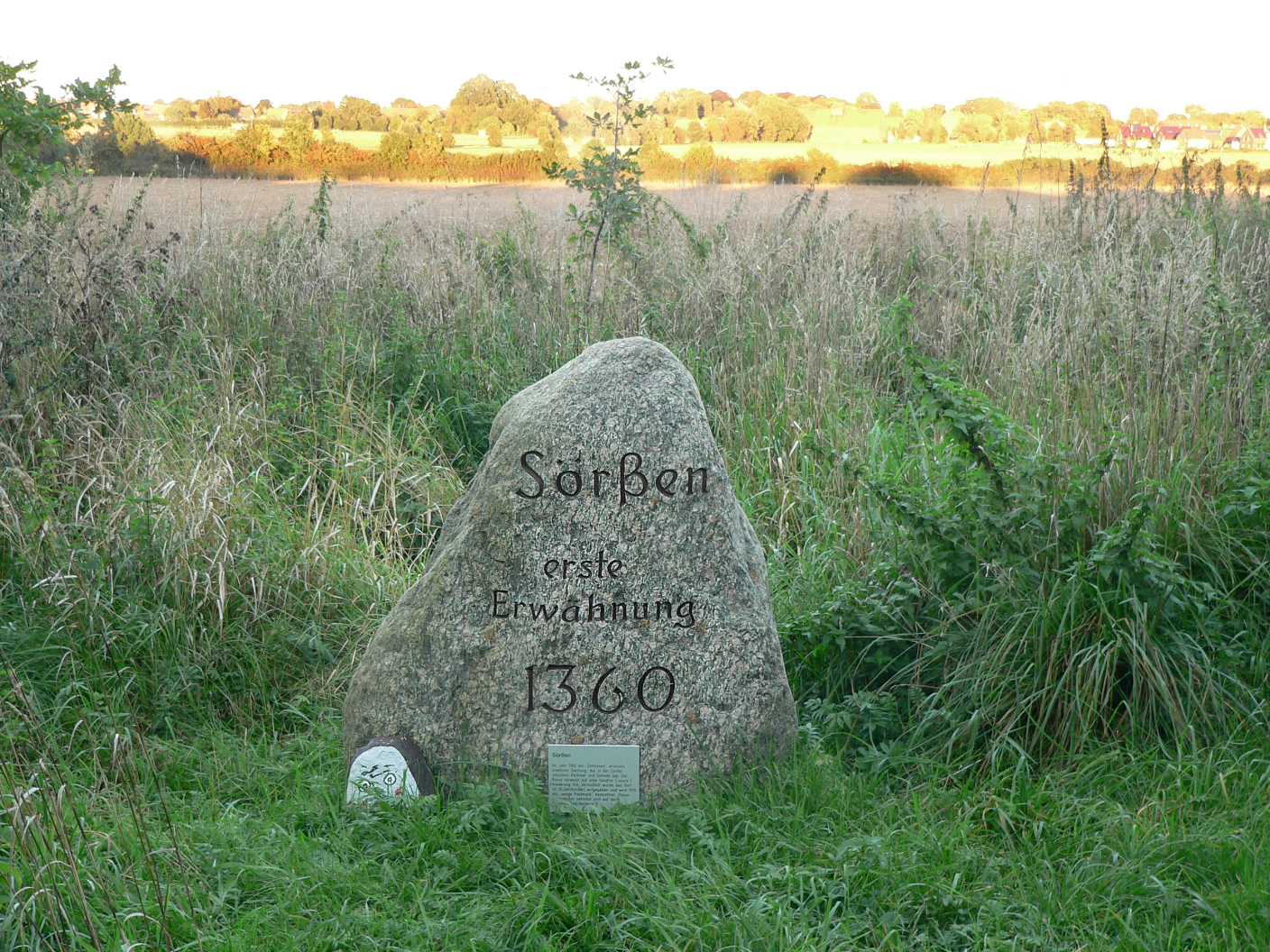
Gedenkstein für die Wüstung Sörßen

Sörßen ist eine im Mittelalter wüst gefallene Siedlung, von der sich keine sichtbaren Reste erhalten haben. Die frühere Siedlungsstelle befindet sich zwischen Sehnde und Rethmar in Niedersachsen.
Sörßen wurde erstmals im Jahr 1360 in einem Lehnsregister als Sottessen genannt. Der Name geht zurück auf altsächsisch *Sōthishūson. Die Siedlung lag in einer feuchten Niederung, in der der Bach Donau fließt.
Es wird angenommen, dass Sörßen im 15. Jahrhundert zur Wüstung wurde. 1578 wird die Siedlungsstelle als wüste Feldmark beschrieben.
Zur Erinnerung an Sörßen stellte die Ortsgruppe Sehnde des Heimatbundes Niedersachsen im Jahr 2012 einen Findling als Gedenkstein auf. Der wenige hundert Meter westlich der Wüstungsstelle auf einer kleinen Anhöhe mit dem Flurnamen Sörßenberg aufgestellte Findling (52° 18′ 39,2″ N, 9° 59′ 1″ O) trägt die Aufschrift: „Sörßen erste Erwähnung 1360“. Am Stein ist eine Informationstafel angebracht.